# Gradi della Kriegsmarine
La Kriegsmarine aveva una propria gerarchia di gradi militari, così come l'esercito e l'aeronautica.

## Colletti, spalline e paramano
| Ammiragli - Admiral                                      |          |                |                   |
| Großadmiral                                              | -        |                |                   |
| Generaladmiral                                           | -        |                |                   |
| Admiral                                                  | -        |                |                   |
| Vizeradmiral                                             | -        |                |                   |
| Konteradmiral                                            | -        |                |                   |
| Kommodore                                                | -        |                |                   |
| Ufficiali superiori - Stabsoffiziere                     |          |                |                   |
| Kapitän zur See                                          | -        |                |                   |
| Fregattenkapitän                                         | -        |                |                   |
| Korvettenkapitän                                         | -        |                |                   |
| Ufficiali inferiori - Hauptleute und Leutnante           |          |                |                   |
| Kapitänleutnant                                          | -        |                |                   |
| Oberleutnant zur See                                     | -        |                |                   |
| Leutnant zur See                                         | -        |                |                   |
| Sottufficiali con spada - Unteroffiziere mit Portepee    |          |                |                   |
| Oberfähnrich zur See                                     | -        |                |                   |
| Fähnrich zur See                                         | -        |                |                   |
| Stabsoberbootsmann                                       | -        |                | -                 |
| Oberbootsmann                                            | -        |                | -                 |
| Stabsbootsmann                                           | -        |                | -                 |
| Bootsmann                                                | -        |                | -                 |
| Sottufficiali senza spada - Unteroffiziere ohne Portepee |          |                |                   |
| Oberbootsmannmaat                                        |          | -              | [ 4 ]             |
| Bootsmannmaat                                            |          | -              | [ 4 ]             |
| Marinai - Segler                                         |          |                |                   |
| Matrosenstabsobergefreiter                               | -        | -              |                   |
| Matrosenstabsgefreiter UA (corso completato)             | -        | -              |                   |
| Matrosenstabsgefreiter UA (corso non completato)         | -        | -              |                   |
| Matrosenstabsgefreiter                                   | -        | -              |                   |
| Matrosenhauptgefreiter                                   | -        | -              |                   |
| Matrosenobergefreiter                                    | -        | -              |                   |
| Matrosengefreiter                                        | -        | -              |                   |
| Matrose                                                  | -        | -              |                   |
| Grado                                                    | Mostrina | Controspallina | Manica e paramano |

Dati tratti da:

## Comparazione dei gradi
- Großadmiral - Grande ammiraglio, titolo onorifico conferito in Italia unicamente all'ammiraglio Paolo Thaon di Revel;
- Generaladmiral - Ammiraglio d'armata;
- Admiral - Ammiraglio di squadra;
- Vizeradmiral - Ammiraglio di divisione;
- Konteradmiral - Contrammiraglio;
- Kommodore - Contrammiraglio, Commodoro grado da ufficiale presente nelle marine militari appartenenti al mondo anglosassone;
- Kapitän zur See - Capitano di vascello;
- Fregattenkapitän - Capitano di fregata;
- Korvettenkapitän - Capitano di corvetta;
- Kapitänleutnant - Tenente di vascello;
- Oberleutnant zur See - Sottotenente di vascello;
- Leutnant zur See - Guardiamarina;
- Oberfähnrich zur See/Fähnrich zur See - allievi ufficiali;
- Stabsoberbootsmann - nessuna comparazione;
- Oberbootsmann - Capo di prima classe;
- Stabsbootsmann - Capo di seconda classe;
- Bootsmann - Capo di terza classe;
- Oberbootsmannmaat - Secondo capo;
- Bootsmannmaat - Sergente;
- Matrosenstabsobergefreiter - nessuna comparazione;
- Matrosengefreiter UA - allievo sottufficiale;
- Matrosenstabsgefreiter - nessuna comparazione;
- Matrosenhauptgefreiter - nessuna comparazione;
- Matrosenobergefreiter - Sottocapo;
- Matrosengefreiter - Comune di prima classe;
- Matrose - comune.